# Мюнхенское соглашение
Мюнхенское соглашение 1938 года (называемое также Мюнхенский сговор) — соглашение между Германией, Великобританией, Францией и Королевством Италией, составленное в Мюнхене 29 сентября 1938 года и подписанное в ночь с 29 на 30 сентября того же года рейхсканцлером Германии Адольфом Гитлером, премьер-министром Великобритании Невиллом Чемберленом, премьер-министром Франции Эдуаром Даладье и премьер-министром Италии Бенито Муссолини. Соглашение предусматривало, что Чехословакия в течение 10 дней освободит и уступит Германии Судетскую область. Под давлением Польской Республики и Королевства Венгрии к Мюнхенскому соглашению были добавлены приложения, требующие от Чехословакии скорейшего урегулирования территориальных споров с данными странами. Представители чехословацкой делегации Губерт Масаржик и Войтех Мастны присутствовали, но не были приглашены на обсуждение условий соглашения и только подписали готовый документ. Утром 30 сентября президент Чехословакии Эдвард Бенеш принял условия данного соглашения без согласия Национального собрания.
1 октября германские войска пересекли границу Чехословакии и к 10 октября заняли всю территорию Судетской области Чехословакии. В тот же день Чехословакия приняла ультиматум Польши об уступке ей Тешинской области, которая 2 октября была занята польскими войсками. Вскоре после подписания Мюнхенского соглашения 2 ноября 1938 года состоялся Первый Венский арбитраж, который отделял от Чехословакии в пользу Венгрии территории на юге Словакии и юге Подкарпатской Руси, а в пользу Польши ряд территорий на севере. В марте 1939 года была провозглашена Первая Словацкая Республика, и вскоре после создания Протектората Богемии и Моравии Германия полностью взяла под контроль оставшиеся чешские территории.
Мюнхенское соглашение считается кульминацией британо-французской политики умиротворения. Война в Европе, которую Гитлер хотел спровоцировать, была отложена. Великобритания и Франция дали понять чехословацкому правительству, что, если требования Германии будут отклонены, никакой помощи ожидать не стоит. Чтобы избежать войны, Чехословакия приняла условия соглашения.

## Предыстория

### Чехословакия в 1920—1938 годах
Чехословацкое государство, созданное из части Австро-Венгрии, возникло в результате подписания Версальского договора 1919 г.. Отцами-основателями его были Масарик и Бенеш, добившиеся максимального приращения территории нового государства. В результате чехи составляли около 46 % населения, словаки — 13 %, немцы 28 %, венгры 8 %, оставшиеся 5 % составляли в основном украинцы, поляки и евреи. Отделение от Австрии позволило Чехословакии избежать выплат репараций, распределённых в основном между Германией и Австрией (см. Версальский договор). Это позволило чехословакам опередить в промышленном развитии Германию, и, несмотря на словацкий сепаратизм, поддерживать стабильность республики.
Но экономический кризис 1929—1933 годов выбросил множество людей на улицу, а с 1933 года на немцев начала оказывать влияние нацистская пропаганда из сопредельной Германии. На судетских немцев, ориентированных на производство экспортной продукции, экономический кризис повлиял больше, чем на чешское и словацкое население, и к 1936 году 60% безработных в Чехословакии были немцами.
При этом Чехословакия представляла собой довольно мощное в военном плане государство, которое граничило с Германией. Это вызывало беспокойство у руководства нацистской Германии. В случае начала войны именно территория Чехословакии могла стать базой для бомбардировок южной Германии. Ко всему прочему, немцев интересовала развитая военная промышленность Чехословакии. Таким образом, помощь немцам, проживавшим в Судетской области, может расцениваться как формальный повод для вмешательства во внутренние дела Чехословакии.

### Ситуация в Центральной Европе к 1938 году
В 1938 году в Чехословакии проживало 14 млн человек, из них 3,5 млн этнических немцев, компактно проживающих в Судетской области (2,8 млн), а также в Словакии и Закарпатской Украине (карпатские немцы, 700 тыс.). Промышленность Чехословакии, в том числе и военная, была одной из самых развитых в Европе. Заводы «Шкода» с момента оккупации Германией и до начала войны с Польшей произвели почти столько же военной продукции, сколько произвела за это же время вся военная промышленность Великобритании. Чехословакия была одним из ведущих мировых экспортёров оружия, её армия была превосходно вооружена и опиралась на мощные укрепления в Судетской области.
Судетские немцы, являвшиеся потомками средневековой Восточной колонизации, составляли около 90 % населения региона. После провозглашения суверенитета Чехословакии немцы утратили свое привилегированное положение, которым они обладали в рамках Австрийской империи, поэтому широкое распространение среди них получила психологическая убеждённость в том, что они находятся под гнётом славянского населения Чехословакии. Они требовали воссоединения с Германией. Выразителем этих настроений был глава национал-сепаратистской Судетско-немецкой партии К. Генлейн.
Правительство приняло ряд мер по обеспечению представительства судетских немцев в Национальном собрании, местном самоуправлении, образования на родном языке, однако напряжённость снять не удалось. Опираясь на эти заявления, Гитлер в феврале 1938 года обратился к рейхстагу с демагогическим призывом «обратить внимание на ужасающие условия жизни немецких собратьев в Чехословакии».

### Первый Судетский кризис
После аншлюса Австрии в марте 1938 года Генлейн прибыл в Берлин, где получил инструкции по дальнейшим действиям. В апреле его партия принимает так называемую Карлсбадскую программу, содержавшую требования автономии. В мае генлейновцы активизируют прогерманскую пропаганду, выдвигают требование о проведении референдума по присоединению Судетских земель к Германии и на 22 мая, — день муниципальных выборов, — подготавливают путч, с тем, чтобы превратить эти выборы в плебисцит. Одновременно проводилось выдвижение частей вермахта к чехословацкой границе.
Это спровоцировало первый Судетский кризис. В Чехословакии 21 мая прошла частичная мобилизация, войска были введены в Судеты и заняли приграничные укрепления. В то же время о поддержке Чехословакии заявили СССР и Франция (во исполнение советско-французского договора от 2 мая 1935 года и советско-чехословацкого договора от 16 мая 1935 года). Советский Союз в этой ситуации предложил провести международную конференцию заинтересованных государств, а также совещание военных представителей СССР, Франции и Чехословакии. Однако правительства Франции, Англии и Чехословакии отклонили советские предложения.
Протест по поводу силового разрешения кризиса заявила даже союзница Германии Италия. Попытка отторгнуть Судеты, опираясь на сепаратистское движение судетских немцев, в этот раз не удалась.
Гитлер перешёл к переговорам. Переговоры велись между Генлейном и чехословацким правительством при посредничестве специального представителя Великобритании лорда Ренсимена (см. Миссия Ренсимена).
21 мая польский посол в Париже Юлиуш Лукасевич заверил посла США во Франции Буллита, что Польша немедленно объявит войну СССР, если он попытается направить войска через польскую территорию для помощи Чехословакии. Об отказе Румынии пропустить советские войска министр иностранных дел Татареску заявлял ещё во второй половине марта.
27 мая в беседе с послом Польши министр иностранных дел Франции Жорж Бонне заявил, что «План Геринга о разделе Чехословакии между Германией и Венгрией с передачей Тешинской Силезии Польше не является тайной».

### Второй Судетский кризис
7 сентября 1938 года, после вооружённых столкновений судетских немцев с полицией и войсками, Генлейн снова прервал переговоры с чехословацким правительством. Во Франции объявляется призыв резервистов.
11 сентября Англия и Франция заявили, что в случае войны они поддержат Чехословакию, но если Германия не допустит войны, то она получит всё, что хочет. На следующий день, выступая на партийном съезде в Нюрнберге, Гитлер заявил, что хочет жить в мире с Англией, Францией и Польшей, но будет вынужден поддержать судетских немцев, если их так называемое «притеснение» не прекратится.
13 сентября в Судетах вспыхивает немецкий мятеж, и правительство Чехословакии вводит в населённые судетскими немцами районы войска, объявляя там военное положение. Генлейн выдвигает требование отмены военного положения в Судетах, вывода чехословацких войск и передачи функции охраны порядка местным органам. В Лондоне получена телеграмма из Берлина от английского посла в Германии, содержавшая предупреждение, что в случае невыполнения чехословацким правительством ультиматума Генлейна вспыхнет война.
14 сентября Чемберлен телеграммой уведомил Гитлера о готовности встретиться с ним в Германии «ради спасения мира».
15 сентября Чемберлен прибыл на встречу с Гитлером у города Берхтесгаден в Баварских Альпах. Во время этой встречи фюрер сообщил, что хочет мира, но готов из-за чехословацкой проблемы и к войне. Однако войны можно избежать, если Великобритания согласится на передачу Судетской области Германии на основе права наций на самоопределение. Чемберлен с этим согласился. Чехословацкие войска подавили путч СНП в Судетах, а Генлейн бежал в Германию.
16 сентября ситуация в Чехословакии стала более напряжённой, когда чехословацкое правительство выдало ордер на арест лидера судетских немцев Генлейна, который бежал в Германию днем ранее. Премьер-министр Франции Эдуар Даладье вылетел в Лондон, чтобы встретиться с британскими чиновниками, и обсудить дальнейшие действия. Предложения Франции варьировались от ведения войны против Германии до поддержки передачи Судетской области Германии.
17 сентября Гитлер распорядился создать военизированную организацию из судетских немцев, которая взяла под контроль организацию «объединение немцев Чехословакии», и которая была распущена чехословацкими властями накануне из-за её участия в большом количестве террористической деятельности. Организация была обучена и оснащена немецкими властями и проводила террористические операции на территории Чехословакии. Позже, опираясь на конвенцию об определении агрессии, чехословацкий президент Эдвард Бенеш и правительство в изгнании расценили 17 сентября 1938 года как начало необъявленной германо-чехословацкой войны. В последующие дни чехословацкие силы потеряли более 100 человек убитых в бою, сотни раненых и более 2000 человек были похищены и переправлены в Германию.
18 сентября, учитывая высокую напряжённость между немцами и чехословацким правительством, президент Бенеш тайно предложил передать Германии часть территорий Чехословакии и отправил в Париж министра здравоохранения Яромира Нечаса с секретной миссией. Нечас привёз с собой карту, на которой президент Бенеш лично карандашом отметил территории своей страны, которые он прямо сейчас и без переговоров готов передать Германии и считать «судетский инцидент» этим исчерпанным. Затем Нечас увёз карту и тайное письмо Бенеша в Лондон. В Лондоне прошли англо-французские консультации. Стороны пришли к соглашению, что территории, на которых проживает более 50 % немцев, должны отойти к Германии, а Великобритания и Франция выступят гарантами новых границ Чехословакии.
19 сентября Бенеш через советского полпреда в Праге обратился к правительству СССР относительно его позиции в случае военного конфликта. Советское правительство ответило, что готово выполнить условия Пражского договора. Советский Союз предложил свою помощь Чехословакии на случай войны с Германией, даже в том случае, если, вопреки пакту, Франция этого не сделает, а Польша и Румыния откажутся пропустить советские войска. Позиция Польши выражалась в заявлениях о том, что в случае нападения Германии на Чехословакию она не станет вмешиваться и не пропустит через свою территорию советские войска, и немедленно объявит войну Советскому Союзу, если он попытается направить войска через польскую территорию для помощи Чехословакии. А если советские самолёты появятся над Польшей по пути в Чехословакию, они тотчас же будут атакованы польской авиацией. Франция и Чехословакия отказались от военных переговоров, а Англия и Франция блокировали советские предложения об обсуждении проблемы коллективной поддержки Чехословакии в Лиге Наций. Союзники Чехословакии по Малой Антанте — Румыния и Югославия — заняли выжидательную позицию.
20-21 сентября английский и французский посланники в Чехословакии заявили чехословацкому правительству, что в случае, если оно не примет англо-французских предложений, французское правительство «не выполнит договора» с Чехословакией. Также они сообщили следующее: «Если же чехи объединятся с русскими, война может принять характер крестового похода против большевиков. Тогда правительствам Англии и Франции будет очень трудно остаться в стороне». Э. Бенеш предложил послам изложить свои требования в письменном виде. Днём кабинет министров под председательством Милана Годжи принял решение о капитуляции.
В этот же день 21 сентября советский представитель заявил на пленуме Совета Лиги наций о необходимости срочных мер в поддержку Чехословакии, если Франция тоже выполнит свои обязательства (согласно договорам о взаимной помощи), а также требования постановки в Лиге наций вопроса о германской агрессии. Правительство СССР провело ряд подготовительных военных мероприятий: на юго-западной и западной границе были приведены в боевую готовность стрелковые дивизии, авиация, танковые части и войска противовоздушной обороны. Только в декабре 1949 года руководитель КПЧ Клемент Готвальд рассказал, как в сентябре 1938 года Сталин просил через него передать Эдварду Бенешу, что Советский Союз готов оказать конкретную военную помощь Чехословакии без Франции, но при двух условиях: если Чехословакия попросит Москву о такой помощи и если сама будет защищаться от военной интервенции нацистской Германии.
22 сентября Чемберлен прибыл в Годесберг к Гитлеру и предложил передать Судеты с правом выбора гражданства и компенсации за имущество. Гитлер потребовал передать Германии эти территории до 28 сентября и удовлетворить претензии Польши и Венгрии.
Польша предъявила Чехословакии ультиматум и сосредоточила войска на всем протяжении границы. В беседе с Фирлингером, состоявшейся 22 сентября, Потёмкин ответил положительно на вопрос посланника о том, «могло бы правительство СССР, в случае нападения Германии на Чехословакию, оказать помощь последней, не дожидаясь решения Совета Лиги наций».
21-22 сентября в Чехословакии состоялась всеобщая забастовка, которая привела к падению правительства Милана Годжи и созданию временного правительства во главе с генералом Яном Сыровым.
23 сентября чехословацкое правительство объявило всеобщую мобилизацию. Советское правительство сделало заявление правительству Польши о том, что любая попытка последней оккупировать часть Чехословакии аннулирует советско-польский договор о ненападении.
27 сентября Гитлер заявил послам Великобритании и Франции о том, что его позиция неизменна, и что германская «акция» против Чехословакии начнётся завтра, также он предложил провести новые переговоры для уточнения «деталей соглашения» по Судетскому вопросу. В этот же день Чемберлен выступил с речью, в которой, в частности, сказал: «Как это страшно, фантастично, невероятно, если мы должны будем копать окопы и надевать противогазы здесь из-за конфликта в далёкой стране между людьми, о которых мы ничего не знаем».
28 сентября Чемберлен заверил Гитлера, что он может получить всё «без войны и без промедления».
29 сентября в Мюнхене по инициативе Гитлера происходит его встреча с главами правительств Великобритании, Франции и Италии. Однако, вопреки обещанию в письме Чемберлену, чехословацкие представители не были допущены к обсуждению соглашения. СССР было отказано в участии во встрече. Советские войска были сосредоточены у западной государственной границы до 25 октября, а затем были возвращены в районы постоянной дислокации.

## Мюнхенское соглашение
29—30 сентября в Мюнхене в Фюрербау состоялась решающая встреча. Основой соглашения являлись предложения Италии, практически ничем не отличавшиеся от требований, выдвинутых ранее Гитлером при встрече с Чемберленом. Чемберлен и Даладье приняли эти предложения.
Под давлением Польши и Венгрии к мюнхенскому соглашению были добавлены приложения, требующие от чехословацкого правительства в трёхмесячный срок путём двусторонних переговоров решить с Польшей и Венгрией вопросы относительно территорий с преимущественно польским и венгерским населением, в противном случае вопрос должен был быть решён четырьмя сторонами, подписавшими Мюнхенское соглашение (Германией, Италией, Великобританией и Францией).
В час ночи 30 сентября 1938 года Чемберлен, Даладье, Муссолини и Гитлер подписали Мюнхенское соглашение. После этого в зал, где было подписано это соглашение, была допущена чехословацкая делегация. Ознакомившись с основными пунктами соглашения, представители Чехословакии Войтех Мастны и Хуберт Масарик выразили протест. Но, в конечном счёте, под давлением руководства Великобритании и Франции подписали договор о передаче Чехословакией Германии Судетских областей. Утром президент Бенеш без согласия Национального собрания принял к исполнению данное соглашение.
30 сентября между Великобританией и Германией была подписана декларация о взаимном ненападении; схожая декларация Германии и Франции была подписана чуть позже.
Соглашение, подписанное в Мюнхене, стало кульминационной точкой английской «политики умиротворения» нацистской Германии. Часть современных историков считает эту политику попыткой перестроить испытывающую кризис Версальскую систему международных отношений дипломатическим путём, через договорённости четырёх великих европейских держав и любой ценой, за счет «малых» государств Европы, как показала практика, сохранить мир. Так Чемберлен, вернувшись из Мюнхена в Лондон, у трапа самолёта заявил: «Я привёз мир нашему поколению».
Другая часть историков полагает, что истинная причина проведения данной политики — попытка крупнейших европейских стран уничтожить чужеродную им систему — СССР, отказавшийся от идеи мировой революции, но проводивший самостоятельную и независимую международную политику. Такие предположения высказывались некоторыми политиками Запада.
К примеру, заместитель министра иностранных дел Великобритании Кадоган записал в своём дневнике: «Премьер-министр (Чемберлен) заявил, что он скорее подаст в отставку, чем подпишет союз с Советами». Лозунг консерваторов в то время был: «Чтобы жила Британия, большевизм должен умереть».
10 сентября 1938 года, накануне встречи Чемберлена с Гитлером, сэр Гораций Уилсон, ближайший советник премьер-министра по всем политическим вопросам, предложил Чемберлену заявить германскому лидеру о высокой оценке мнения о том, что «Германия и Англия являются двумя столпами, поддерживающими мир порядка против разрушительного напора большевизма», и что поэтому он «желает не сделать ничего такого, что могло бы ослабить тот отпор, который мы можем вместе оказать тем, кто угрожает нашей цивилизации».
По мнению некоторых историков, в результате подписания Мюнхенского соглашения военный и экономический потенциал Чехословакии был фактически подарен Гитлеру, который уверился в своей способности манипулировать западными политиками и получил дополнительные возможности для дальнейшей экспансии.
С другой стороны, 4 октября 1938 года французский посол в Москве Робер Кулондр отмечал, что мюнхенское соглашение «особенно сильно угрожает Советскому Союзу. После нейтрализации Чехословакии Германии открыт путь на юго-восток». Об этом же говорится и в дипломатических документах США, Франции, Германии, Италии, Польши и других стран.

## Цитаты
Н. Чемберлен, 27 сентября 1938 года:

Сколь ужасной, фантастичной и неправдоподобной представляется сама мысль о том, что мы должны здесь, у себя, рыть траншеи и примерять противогазы лишь потому, что в одной далёкой стране поссорились между собой люди, о которых нам ничего не известно. Ещё более невозможным представляется то, что уже принципиально улаженная ссора может стать предметом войны.
Оригинальный текст (англ.)How horrible, fantastic, incredible it is that we should be digging trenches and trying on gas-masks here because of a quarrel in a far away country between people of whom we know nothing. It seems still more impossible that a quarrel which has already been settled in principle should be the subject of war.

У. Черчилль, 5 октября 1938 года:

Мы потерпели поражение, не начав войны, и теперь последствия этого поражения будут долго давать о себе знать, ибо мы пересекли судьбоносный рубеж истории, за которым всё былое равновесие сил в Европе оказалось непоправимо нарушено, а в адрес западных демократий прозвучал жуткий приговор: «Ты взвешен на весах и признан легковесным».
Оригинальный текст (англ.)…we have sustained a defeat without a war, the consequences of which will travel far with us along our road; they should know that we have passed an awful milestone in our history, when the whole equilibrium of Europe has been deranged, and that the terrible words have for the time being been pronounced against the Western democracies: “Thou art weighed in the balance and found wanting.“

Э. Бенеш (президент Чехословакии):

Это катастрофа для нас, которую мы не заслужили. Мы подчиняемся и пытаемся обеспечить мирную жизнь нашей нации. Я не знаю, выиграют ли ваши страны (Великобритания и Франция) от решения, принятого в Мюнхене. Но мы, конечно, не последние, это коснётся и других.
Оригинальный текст (чешск.)Je to pro nás katastrofa, kterou jsme si nezasloužili. Podrobujeme se a budeme se snažit zajistit svému národu klidný život. Nevím, zda budou mít vaše země (Velká Británie a Francie) prospěch z rozhodnutí učiněného v Mnichově. Určitě však nejsme poslední, po nás to postihne i jiné.

## Последствия Судетского кризиса
Отторжение Судетской области было только началом процесса расчленения Чехословакии.
Дальнейшие шаги Германии после разрешения Судетского кризиса в Мюнхене не обсуждались. Стороны не возражали против реализации Словакией права на самоопределение, а сохранение оставшейся части Чехословакии — Чехии — Мюнхенским соглашением было гарантировано.
Последующий аншлюс Чехословакии в 1939 г. показал, что политика «умиротворения» оказалась провальной — экспансионистские планы Гитлера стали явными и многие европейские политики были поставлены перед неизбежностью войны.
Мюнхенское соглашение стало решающим ударом по Версальской системе, разрушившим порядок, установившийся на европейском континенте после завершения Первой мировой войны. «Мюнхен-38» стал провалом политики коллективной безопасности в Европе и имел последствия не только для Чехословакии. Он означал усиление влияния нацистской Германии на страны Восточной Европы и на отношение к национальным меньшинствам, которые полностью лишились права на защиту, более того, само их существование было поставлено под вопрос.

### Польша и раздел Чехословакии
Политика Англии и присоединившейся к ней Франции привела к тому, что Гитлер, посчитавший себя правителем Европы, уже не мог остановиться в реализации своих экспансионистских намерений. Его союзницей в этом на время стала Польша, которая приняла участие в разделе Чехословакии: 21 сентября 1938 года, в самый разгар судетского кризиса, польские деятели предъявили чехам ультиматум о «возвращении» им Тешинской области, где проживало 80 тысяч поляков и 120 тысяч чехов.
27 сентября было озвучено повторное требование. В Польше нагнеталась античешская истерия. От имени так называемого «Союза силезских повстанцев» в Варшаве совершенно открыто шла вербовка в Тешинский добровольческий корпус. Отряды «добровольцев» направлялись затем к чехословацкой границе, где устраивали вооружённые провокации и диверсии, нападали на оружейные склады. Польские самолёты ежедневно нарушали границу Чехословакии. Польские дипломаты в Лондоне и Париже ратовали за равный подход к решению судетской и тешинской проблем, а польские и немецкие военные тем временем уже договаривались о линии демаркации войск в случае вторжения в Чехословакию. На предложение Советского Союза помочь Чехословакии Польша ответила отказом пропустить через свою территорию советские войска и самолёты.
30 сентября в 23:45, в день заключения мюнхенского соглашения, Польша направила Праге очередной ультиматум и одновременно с немецкими войсками ввела свою армию в Тешинскую область, предмет территориальных споров между ней и Чехословакией в 1918—1920 годах. К тому времени вдоль границы поляки уже развернули армейскую оперативную группу «Силезия» (командующий генерал Владислав Бортновский) в составе 23-й пехотной и 21-й горнострелковой дивизий, нескольких отдельных полков (всего до 36 тысяч человек, 80 танков, 9 бронеавтомобилей, 104 артиллерийских орудий и 99 самолётов), ещё 3 дивизии и одна бригада находились в резерве «на случай осложнений». Оказавшись в международной изоляции, чехословацкое правительство вынуждено было принять условия польского ультиматума и отвело свои войска. 1 октября Тешинские земли были оккупированы поляками и аннексированы.
2 октября Чехословакия ответила согласием на венгерскую ноту, предлагавшую начать переговоры о территориальных вопросах, считая возможным приступить к ним примерно через неделю, т. е. после урегулирования аналогичных проблем с Германией и Польшей, которые занимали тогда все внимание чехословацкого правительства.
По настоянию из Берлина 5 октября президент Бенеш подаёт в отставку. Его пост временно занимает генерал Сыровый.

### Аншлюс Чехии
К этому времени в самой Чехословакии назрел серьёзный конфликт между словацкими националистами и пражским правительством. Именно этот конфликт и был использован Гитлером в качестве повода к аннексии «Остатка Чехии» (нем. Rest-Tschechei).
7 октября под давлением Германии чехословацкое правительство принимает решение о предоставлении автономии Словакии, а 8 октября — Подкарпатской Руси.
9 октября 1938 года в Комарно начались чехословацко-венгерские переговоры. Чехословацкая сторона согласилась передать Венгрии посёлок Словенске Нове Место (до 1918 года — пригород венгерского города Шаторальяуйхей) и город Шаги. 12 октября эти два населённых пункта были переданы Венгрии.
21 октября 1938 года Гитлер даёт секретное указание, в котором сообщает о возможности в ближайшее время решить вопрос с «Остатками Чехии».
2 ноября 1938 года Венгрия по решению Первого Венского арбитража получила южные (равнинные) районы Словакии и Подкарпатской Руси (современной Закарпатской области Украины) с городами Ужгород, Мукачево и Берегово.
В начале 1939 года посланный в Прагу Гейдрих через своих агентов начал провоцировать население на антигерманские выступления. Правительство Чехословакии ясно понимало опасность и по улицам города пустило автомашины, снабжённые громкоговорящими установками. Дикторы призывали население к спокойствию.
14 марта 1939 года парламент автономии Словакии, созванный премьер-министром автономии Йозефом Тисо, принял решение о выходе Словакии из состава Чехословакии и об образовании Словацкой республики. Премьер-министром нового государства был избран Йозеф Тисо.
Вызванный в Берлин президент Чехословакии Гаха был в ночь с 14 на 15 марта ознакомлен с заранее подготовленным Риббентропом договором, в котором говорилось:

Сегодня в Берлине фюрер и рейхсканцлер Германии в присутствии министра иностранных дел Риббентропа принял президента Чехословакии доктора Гаха и министра иностранных дел Хвалковского по их просьбе.
При состоявшемся обмене мнениями было обсуждено серьёзное положение, возникшее в последние недели на территории бывшей Чехословакии.
При этом с обеих сторон последовательно была высказана уверенность в том, что обе стороны считают необходимым приложить все усилия для сохранения спокойствия, порядка и мира в этом регионе Центральной Европы. Президент Чехословакии при этом заявил, что ради этой цели и достижения окончательной договорённости он с уверенностью вручает судьбу чешского народа и страны в руки фюрера Германии.
Это заявление было принято фюрером, который согласился взять чешское население под защиту Германского Рейха и со своей стороны обеспечить ему подобающее существование в рамках автономии.
Оригинальный текст (нем.)Der Führer und Reichskanzler hat heute in Gegenwart des Reichsministers des Auswärtigen von Ribbentrop den tschechoslowakischen Staatspräsidenten Dr. Hacha und den tschechoslowakischen Außenminister Dr. Chvalkovsky auf deren Wunsch in Berlin empfangen. Bei der Zusammenkunft ist die durch die Vorgänge der letzten Wochen auf dem bisherigen tschechoslowakischen Staatsgebiet entstandene ernste Lage in voller Offenheit einer Prüfung unterzogen worden. Auf beiden Seiten ist übereinstimmend zum Ausdruck gebracht worden, daß das Ziel aller Bemühungen die Sicherung von Ruhe, Ordnung und Frieden in diesem Teile Mitteleuropas sein müsse. Der tschechoslowakische Staatspräsident hat erklärt, daß er, um diesem Ziele zu dienen und um eine endgültige Befriedung zu erreichen, das Schicksal des tschechischen Volkes und Landes vertrauensvoll in die Hände des Führers des Deutschen Reiches legt. Der Führer hat diese Erklärung angenommen und seinem Entschluß Ausdruck gegeben, daß er das tschechische Volk unter den Schutz des Deutschen Reiches nehmen und ihm eine seiner Eigenart gemäße autonome Entwicklung seines Lebens gewährleisten wird.

К четырём часам утра, после перенесённого сердечного приступа, вызванного угрозой Геринга бомбить столицу, Гаха связался с Прагой, а затем принял немецкие условия, согласившись на ликвидацию независимости и оккупацию страны.
В тот же день в Пражском Граде Гитлер заявил: «Я не хвалюсь, но должен сказать, что сделал я это действительно элегантно». Англия и Франция приняли происшедшее как свершившийся факт, поскольку поставили перед собой задачу оттягивать войну как можно дольше. Гитлер же получил нового союзника (Словакию) и существенно увеличил свой промышленный потенциал.
15 марта Германия ввела на территорию оставшихся в составе Чехии земель Богемии и Моравии свои войска и объявила над ними протекторат (протекторат Богемия и Моравия). Чешская армия не оказала оккупантам никакого заметного сопротивления; исключение составляет только 40-минутный бой роты капитана Павлика в городе Мистек 14 марта.
В распоряжение Германии попали значительные запасы вооружения бывшей чехословацкой армии, позволившие вооружить 9 пехотных дивизий, и мощные чешские военные заводы. Перед нападением на СССР из 21 танковой дивизии вермахта 5 были укомплектованы танками чехословацкого производства.
В тот же день объявила о независимости Подкарпатская Русь. Таким образом, Чехословакия распалась на государства Чехию (в составе земель Богемия и Моравия), Словакию и Карпатскую Украину (последняя была сразу же оккупирована Венгрией вместе с частью Словакии). Йозеф Тисо от имени словацкого правительства направил просьбу правительству Германии установить над Словакией протекторат. Процесс оккупации Карпатской Украины Венгрией сопровождался рядом кровопролитных столкновений с местными военизированными формированиями («Карпатская Сечь»).
19 марта правительство СССР предъявляет ноту Германии, где заявляет о своём непризнании германской оккупации части территории Чехословакии.
Тем не менее, в соответствии с требованием Германии, полпредство СССР в Праге было преобразовано в генконсульство, а письмо бывшего чехословацкого посланника  Фирлингера о том, что он снова вступает в свои обязанности, оставлено без ответа.
Перед вторжением в Богемию и Моравию некоторые немецкие генералы готовили заговор против Гитлера, так как считали, что вторжение повлечёт за собой мировую войну, и были против этого. Однако мюнхенское соглашение устранило опасность мировой войны и на время ослабило активность заговорщиков.
На Нюрнбергском процессе Кейтелю был задан вопрос: «Напала бы Германия на Чехословакию в 1938 году, если бы западные державы поддержали Прагу?» Ответ гласил: «Конечно, нет. Мы не были достаточно сильны с военной точки зрения. Целью Мюнхена (то есть достижения соглашения в Мюнхене) было вытеснить Россию из Европы, выиграть время и завершить вооружение Германии».

### Аншлюс Мемеля
23 марта 1939 года по вынужденному согласию правительства Литвы, город и окружающая территория города Мемеля (Клайпеды), в котором проживало значительное количество этнических немцев, были переданы Германии, которая тут же ввела сюда свои войска.

### Проблема Данцига
К началу 1939 года Германии не удалось добиться устраивающего её решения в отношении «Данцигского коридора», который был образован по решению победителей путём передачи части Померании и Восточной Пруссии Польше, которая таким образом получила выход к Балтийскому морю. Но при этом основная территория Германии оказалась отрезанной от её исторической земли — Восточной Пруссии. Положение дополнительно осложнялось тем, что в этом коридоре оказался населённый немцами город Данциг, по мандату Лиги наций пользовавшийся правами «Свободного города».
5 января Гитлер организовал польскому министру иностранных дел Беку почётный приём в Берхтесгадене, заявив о полном совпадении интересов обеих стран в отношении СССР, и заметил, что ввиду очевидной опасности нападения со стороны СССР существование сильной в военном отношении Польши жизненно важно для Германии. По словам Гитлера, каждая польская дивизия экономит одну дивизию для Германии. На это Бек ответил, что Польша, хотя и настроена антикоммунистически, тем не менее, не будет принимать участие ни в каких мероприятиях, направленных против СССР, и будет отклонять требования Германии, поскольку не располагает в этом вопросе никакими гарантиями со стороны Англии и Франции. Тем самым война между Польшей и Германией стала неизбежной.
21 марта Гитлер предлагает Польше в обмен на признание западных границ Польши, данцигского коридора, свободной гавани в Данциге и претензий на Украину согласиться на переселение немецкого населения в свободный город Данциг и пользующейся правом экстерриториальности полосы вдоль дорог в Восточную Пруссию. Польское правительство не согласилось.
Чемберлен, наконец, понял свою ошибку: «политика умиротворения», проводимая им с 1937 года, не оправдала себя. Гитлер использовал Англию для усиления Германии и начал угрожать Восточной Европе.
31 марта 1939 года на своём выступлении в Палате Общин Чемберлен заявил, что в случае, когда независимость Польши окажется под угрозой, правительство Англии намерено всеми находящимися в его распоряжении средствами гарантировать эту независимость.
Англия и Франция ускорили процесс своего вооружения. Во Франции в полную силу вступил закон об двухлетней обязательной воинской повинности, принятый ещё в 1935 году.
В эти же годы своё традиционное невмешательство в европейские дела (Доктрина Монро) нарушили США. 14 апреля 1939 года, после вступления итальянских войск в Албанию, президент Рузвельт обратился к Муссолини и Гитлеру с предложением в форме ультиматума, призывая их дать обещание воздержаться в течение десяти лет от нападения на перечисляемые в его обращении государства, в котором прямо спросил : «Готовы ли вы дать гарантию, что ваши вооружённые силы не будут использованы против следующих независимых государств?…» И далее следовал список из наименований 31 страны, в числе которых были Польша, Финляндия, страны Прибалтики, Югославия и СССР, а также Ирак, Сирия, Палестина, Египет, Иран.
На это предложение Гитлер ответил в рейхстаге 28 апреля своей исторической речью. Гитлер перечислял все совершённые за время его правления достижения, в том числе восстановление единства германской нации, сокращение безработицы, ликвидацию последствий поражения в войне и так далее. При этом он подчёркивал, что всё это было сделано мирным путём, без использования оружия. Он упрекнул Польшу и Англию за заключённый между ними 28 апреля 1939 года договор о гарантиях и заявил, что «он не может сказать заранее, к каким мерам он прибегнет в будущем, чтобы обеспечить мир».
3 апреля 1939 года Гитлер отдал первое указание о подготовке военной операции против Польши (Fall Weiß). При этом он подвёл итог сделанному, подчеркнув, что проблема национального объединения 80-миллионного немецкого населения решена. Но остаётся решить проблему хозяйственную, что возможно сделать лишь за счёт других стран (в первую очередь Польши) и их собственности. «Война с Англией и Францией будет войной не на жизнь, а на смерть», ибо «речь идёт не о праве или его нарушении, но о жизни или смерти 80 миллионов человек».

## Политические оценки
Существует мнение, что соглашение стало результатом длинной цепи уступок со стороны Франции. Так, после оккупации Рура в 1923 г. они ничего не предприняли чтобы отстоять версальскую систему. Они отказались от репараций; попустительствовали перевооружению Германии; позволили немцам ремилитаризовать Рейнскую область; они ничего не сделали чтобы отстоять независимость Австрии. Они бросили Чехословакию в то же мгновение, когда союз с ней начал грозить рисками. Таким образом, Мюнхен был логическим завершением французской политики, а не ее разворотом. Французы признавали, что помочь Чехословакии — их обязанность, но они отвергли эту обязанность как слишком опасную или слишком трудную.  Недавний премьер-министром Франции Леон Блюм, по его словам, встретил известие о Мюнхенском соглашении «со смесью стыда и облегчения». Реакция британских политиков была иной. Так, среди резко возражавших против соглашения был Уинстон Черчилль; Первый лорд Адмиралтейства Дафф Купер ушёл в отставку в знак протеста против заключения соглашения.
В 2018 году Европарламент не стал принимать деклараций по Мюнхенскому соглашению, а в ходе дебатов по декларации, принятой 19 сентября 2020 года, из текста декларации было убрано критическое упоминание о Мюнхенском соглашении.